# Mathurin Le Picard
Pour les articles homonymes, voir Le Picard et Picard (homonymie).
Mathurin Le Picard, mort à Louviers en septembre 1642, est curé d'Acquigny, puis curé du Mesnil-Jourdain (Eure). Il fait l'objet d'un procès en sorcellerie. 

## Biographie
Considéré comme sorcier, tout comme Urbain Grandier, il se voit accusé d'actes de débauche et de profanation. Après sa mort, on intente un procès à sa mémoire, et son corps, exhumé, est brûlé à Rouen le 21 août 1647 par arrêt du Parlement, avec son vicaire Thomas Boullay. 
Il est l'auteur du livre Le Fouet des Paillards, publié en 1623, qui présente une classification des diverses espèces de paillardises.
En 1628, il succède au père Pierre David au sein du couvent Saint-Louis.